# When We See Us

When we see us est une exposition de peinture figurative panafricaine présentée au Zeitz Museum of Contemporary Art Africa (MOCAA) en 2022, au Kunst Museum (Bâle) en 2024 et au Palais des Beaux-Arts de Bruxelles en 2025. Les curatrices de l'exposition sont Koyo Kouoh et Tandazani Dhlakama. L'exposition rend hommage à l'art figuratif des personnes noires depuis 1920 en mettant l'accent sur la résilience, la joie et la résistance afin de déconstruire les préjugés racistes liés aux représentations occidentales des personnes afro descendantes.

## Description
L'exposition s'inscrit dans le cadre d'un renouveau au début du XXIème siècle de la peinture et de la sculpture figurative par des artistes de la jeune génération qui mettent l'accent sur la résilience et la promotion des cultures de la diaspora africaine.

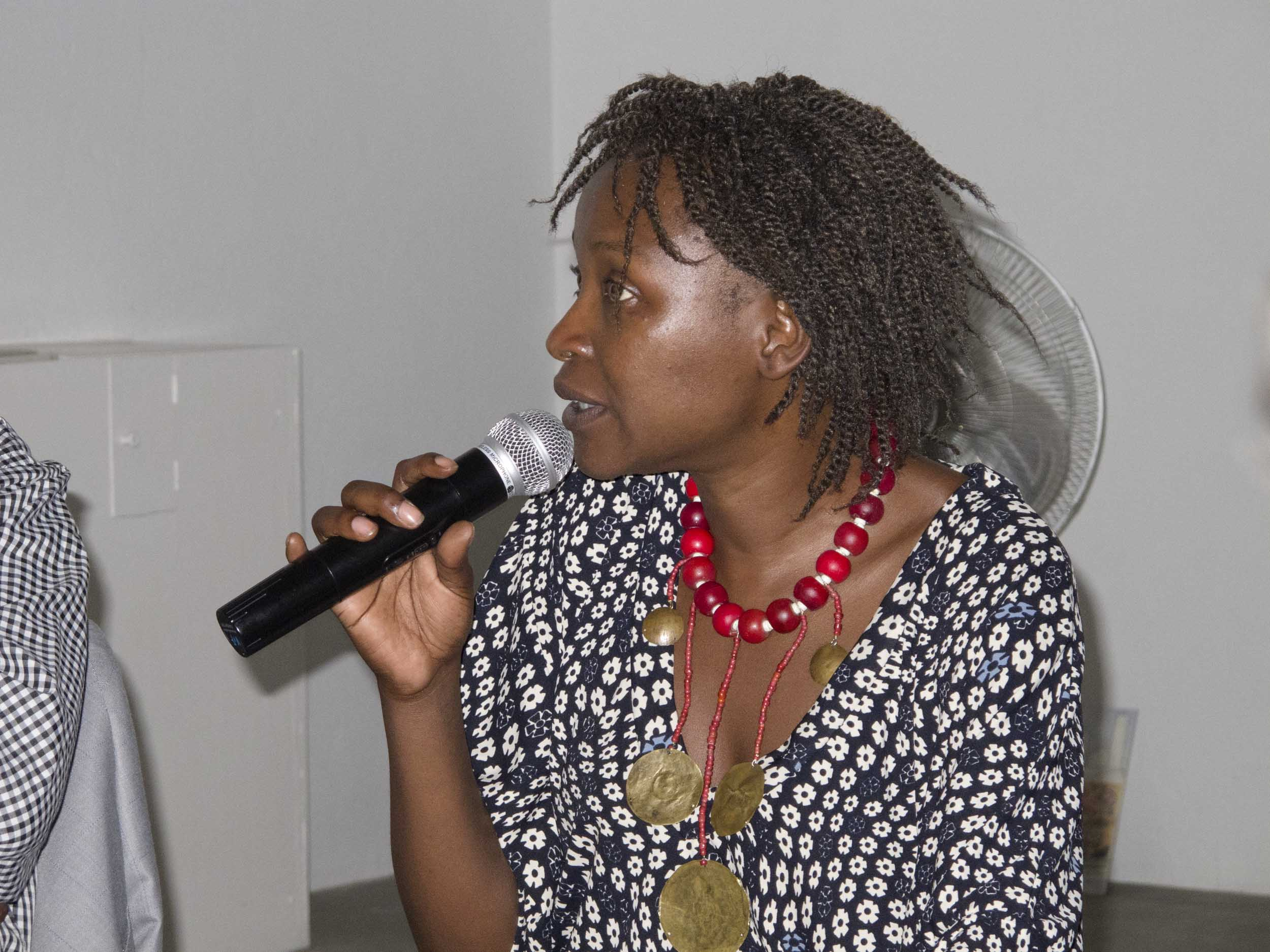
Koyo Kouoh à Douala en 2010.

L'exposition rassemble 150 oeuvres panafricaines de 120 d'artistes, principalement des oeuvres figuratives représentant des personnes noires afin de déconstruire les préjugés historiques,. Parmi les artistes sont présentés des noms connus comme Chéri Samba, Lynette Yiadom-Boakye, Chris Offili, Wifredo Lam, Kehinde Wiley. L'exposition explore six thématiques différentes : joie, sensualité, triomphe, repos, quotidien et émancipation.
L'exposition est réalisée par Koyo Kouoh, conservatrice en chef du MOCAA au Cap et productrice suisse et camerounaise. Curatrice de l'exposition, elle a collaboré avec Tandazani Dhlakama. 

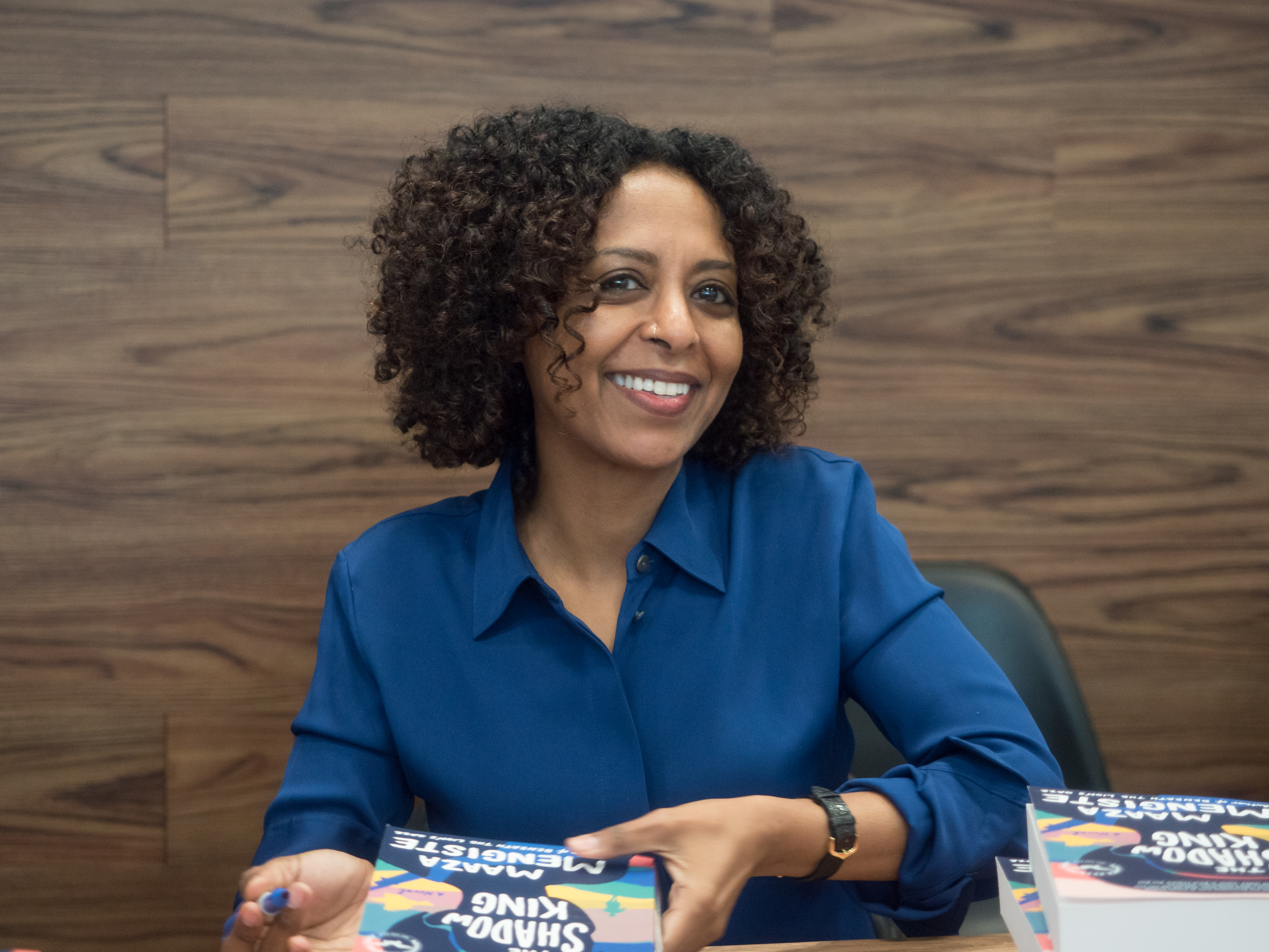
Maaza Mengiste a rédigé la nouvelle Mais tu m'étonnes pour l'exposition.

Le titre de l'exposition When We See Us, est inspiré de celui de la série When They See Us (2019) d'Ava DuVernay. Koyo Kouoh a souhaité changer de perspective en remplaçant le « eux » en « nous » afin de provoquer une réappropriation de la façon dont l'art africain a longtemps été représenté de façon stéréotypée dans l'iconographie occidentale, par des personnes qui n'étaient pas africaines, en ignorant le point de vue autoreprésentatif des artistes originaires d'Afrique. L'exposition présente des points de vue diversifiés de la vie africaine et de la diaspora, en incluant des scènes de fêtes, du quotidien, des expériences sensuelles et religieuses et des figures emblématiques de l'histoire africaine, le tout en présentant des expériences positives de résistance et de vie. Ainsi l'exposition rend visible des histoires occultées et marginalisées dans l'histoire de l'art, en rendant hommage à la créativité des artistes d'origine africaine.

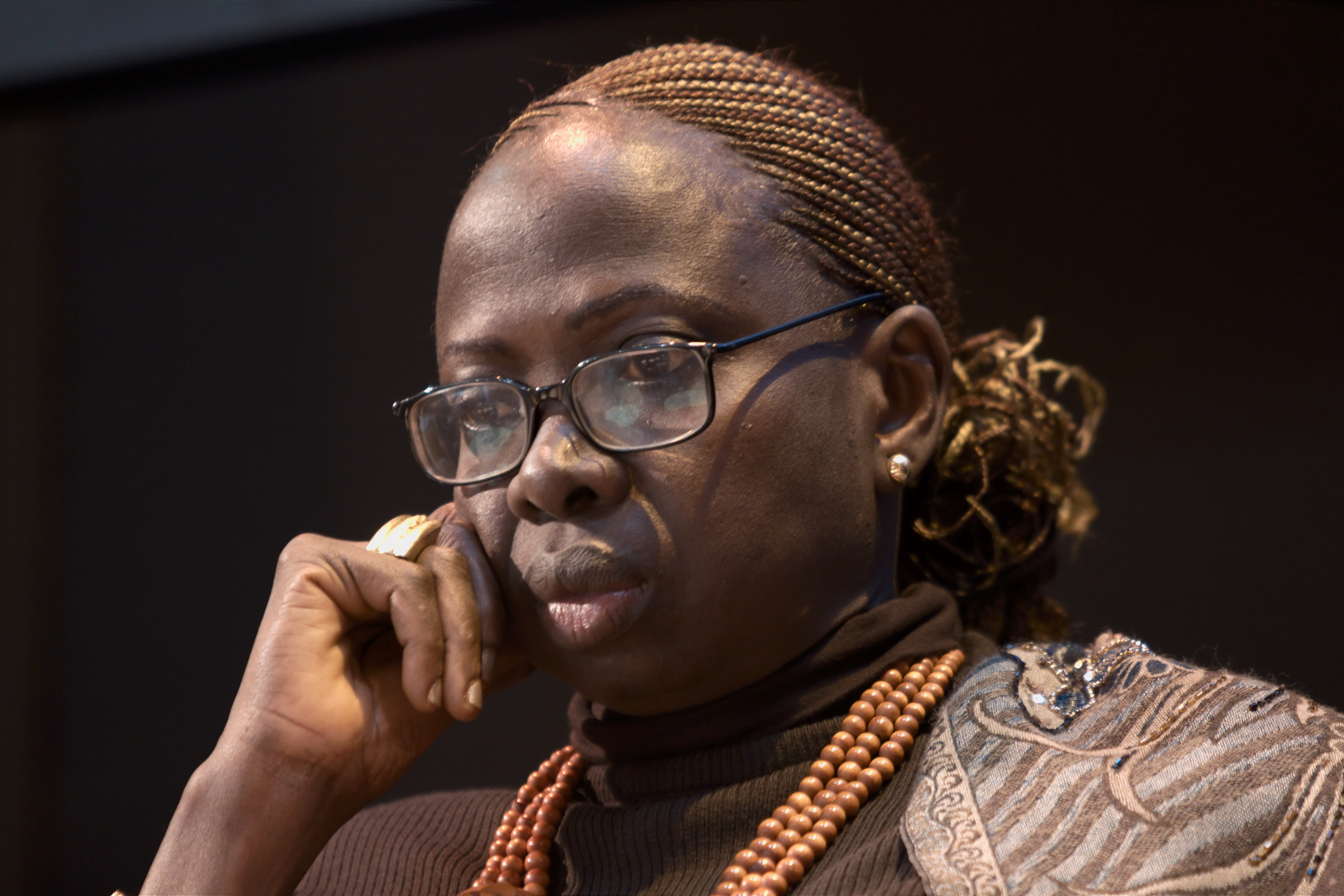
Ken Bugul a rédigé un texte pour le thème du repos de l'exposition.

En 2024, l'écrivaine éthiopienne et américaine Maaza Mengiste écrit la nouvelle Mais tu m'étonnes mêlant mythologie grecque et le Berlin des années 1920 dans la thématique « Joie et allégresse » pour le catalogue de l'exposition. L'écrivaine sénégalaise Ken Bugul a écrit le texte pour la section « Repos ».

### Contenu
L'exposition est divisée en six parties thématiques différentes : joie, sensualité, triomphe, repos, quotidien et émancipation.

### Le quotidien

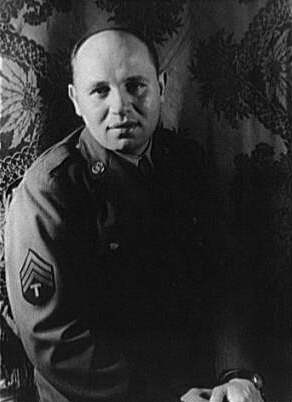
Romare Bearden, peintre, graveur et écrivain.

Dans cette partie on trouve les artistes suivantes : Johnny Arts, Malang Badji, Romare Bearden (1911-1988), Aaron Douglas, Gervais Emmanuel Ducasse (en) (1903–1988), Ben Enwonwu, Ablade Glover, Gavin Jantjes (en) (1948-), William H. Johnson (1901-1970), Kangudia, Ibrahima Kébé, Joy Labinjo (en), Petson Lombe, Marvelous Mangena (1970-), Luis Meque (en) (1966 - 1998), Moké (1950 - 2001), Meleko Mokgosi (1981-), Richard Mudariki, Theresa Mungure, Lavar Munroe (1982-), Chemu Ng'ok, Nicholous Njau, Boris Nzebo (1979-), Antoine Obin (1929-1992), Télémaque Obin (1913-?), Bruce Onobrakpeya (1932-), George Pemba (1912-2001), Horace Pippin (1888 – 1946), Kingsley Sambo (en) (1936–1977), Gerard Sekoto (1913-1993), Ancent Soi, Moustapha Souley, Eduardo Saidi Tingatinga (1937-1972), Zandile Tshabalala, Sane Wadu, ,.

### Joie et allégresse

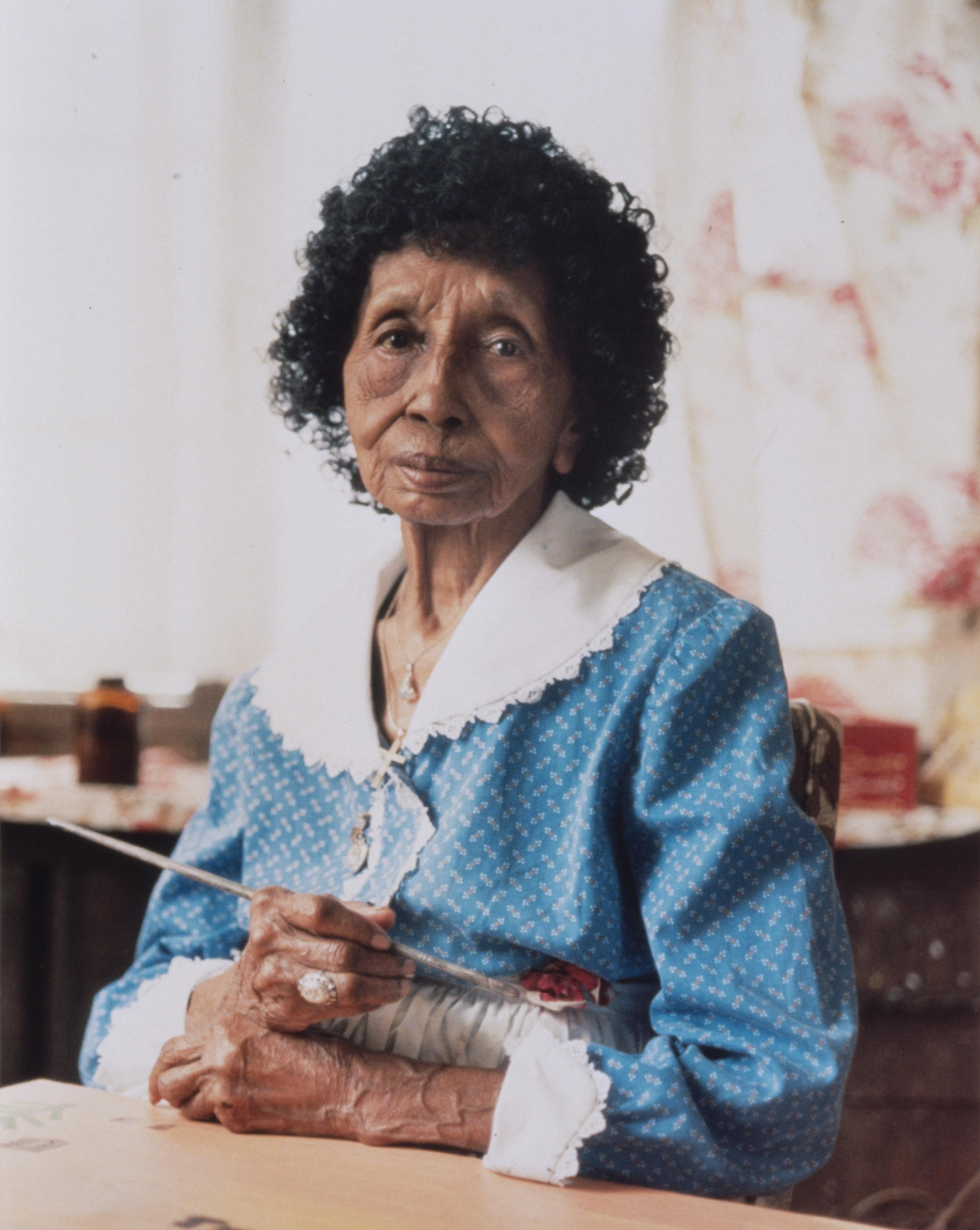
Clementine Hunter

Dans cette section sont exposées les oeuvres de Romare Bearden, Esiri Erheriene-Essi, Barkley L. Hendricks, Clementine Hunter (1886 ou 1887 – 1988), Jacob Lawrence, Arjan Martins, Moké, Cinthia Sifa Mulanga, Eric Ndlovu, Nicholous Njau, Nestor Vuza Ntoko, Philomé Obin, George Pemba, Chéri Samba, Matundu Tanda, Katlego Tlabela, Charles White,.

### Repos
Dans cette section sont exposées les oeuvres de Cornelius Annor, Gideon Appah, Firelei Báez, Amoako Boafo, Beauford Delaney, Kudzanai-Violet Hwami, Wangari Mathenge, Neo Matloga, Sungi Mlengeya, Ian Mwesiga, Thenjiwe Niki Nkosi, Toyin Ojih Odutola, Eniwaye Oluwaseyi, Marc Padeu, Zéh Palito, Otis Kwame Kye Quaicoe, Henry Taylor, Zandile Tshabalala, Kehinde Wiley, Lynette Yiadom-Boakye,.

### Sensualité

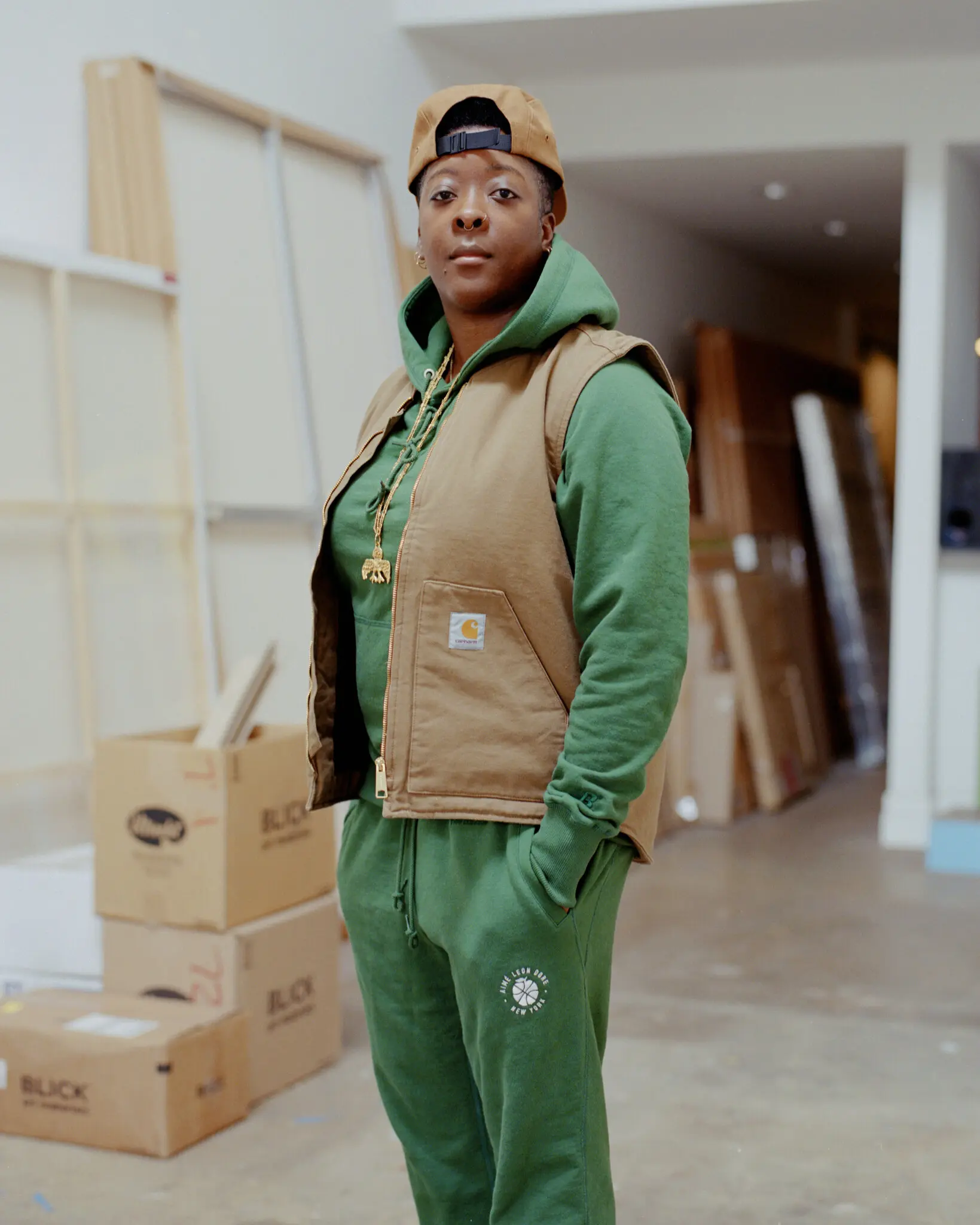
Nina Chanel Abney.

Dans cette section sont exposées les oeuvres de : Nina Chanel Abney, Olusegun Adejumo, Tunji Adeniyi-Jones, Maxwell Alexandre, Tiffany Alfonseca, Dominic Chambers, Somaya Critchlow, Njideka Akunyili Crosby, Elladj Lincy Deloumeaux, Aboubacar Diané, Ibrahima Kébé, Yoyo Lander, Sahara Longe, Danielle McKinney, Roméo Mivekannin, Moké, Geoffrey Mukasa, Chris Ofili, Kambui Olujimi, Tschabalala Self, Monsengo Shula, Mickalene Thomas, Bob Thompson (1937-1996), Kehinde Wiley,.

### Spiritualité

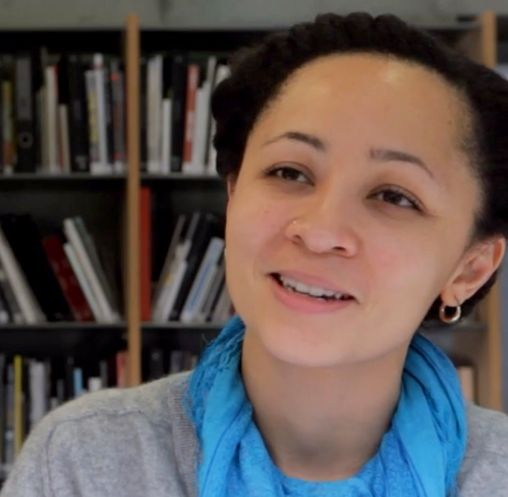
Pamela Phatsimo Sunstrum, artiste botswanaise.

Dans cette section sont exposées des oeuvres de Michael Armitage, Gerard Bhengu, Wilson Bigaud (1931-2010), Edouard DuvalCarrié, Aaron Douglas, Scherezade García, Jacob Lawrence, Cassi Namoda, Malangatana Ngwenya, Kambui Olujimi, Emma Pap, Naudline Pierre, Prosper Pierre-Louis, María Magdalena Campos Pons, Cinga Samson, Gerard Sekoto, Devan Shimoyama, Alex Shyngle, Sthembiso Sibisi, Olivier Souffrant, Pamela Phatsimo Sunstrum, Nirit Takele,.

### Triomphe et émancipation
Dans cette section sont exposées des oeuvres de Benny Andrews, Margaret Taylor-Burroughs (en) (1915-2010), Chéri Chérin, Kudzanai Chiurai, Aboubacar Diané, Ibrahim El-Salahi, Ben Enwonwu, Gherdai Hassell, Wifredo Lam, Akinola Lasekan, Mustafa Maluka, Eria Nsubuga ‘Sane’, Augustin Okoye, George Pemba, Chéri Samba, Mmapula Mmakgabo Helen Sebidi, Gerard Sekoto, Katlego Tlabela, Cyprien Tokoudagba,.

## Historique

### Exposition au Zeitz Museum, Le Cape, 2022
L'exposition est présentée pour la première fois au Zeitz Museum en Afrique du Sud au Cap du 20 novembre 2022 au 3 septembre 2023.
Une série de webinaire a eu lieu pendant l'exposition au Cap. Les sujets étaient: 
- Mardi 28 mars 2023 – Creolization and Syncretism: To Whom do ‘We’ Belong?
- Mardi, 25 avril 2023 – ‘Nobody was dreaming about me’: A Black Queering of the Canon (… after A. Lorde)
- Mardi, 30 mai 2023 – ‘No Black Woman Can Write Too Much’ (… after b. hooks)
- Mardi, 27 juin 2023 – Fabulation & Figuration: Navigating the Tension Between Image & Imaginaries
- Mardi, 29 août 2023 – Complexities, Contradictions & Contestations of Race in Africa
- Mardi, 26 septembre 2023 – Refusing the Gaze: Seeing & Authoring Ourselves

### Exposition au Kunst Museum de Bâle, 2024
L'exposition est présentée au Kunst Museum de Bâle du 25 mai au 29 novembre 2024. 

### Palais des Beaux-Arts de Bruxelles, 2025
L'exposition est présentée au Palais des Beaux-Arts de Bruxelles du 7 février au 10 août 2025,.

### Liste des artistes exposés
- Moké[14]
- John T. Biggers (en)
- Antoine Obin
- Kingsley Sambo
- Sungi Miengeya[14].